# Frédéric Cailliaud

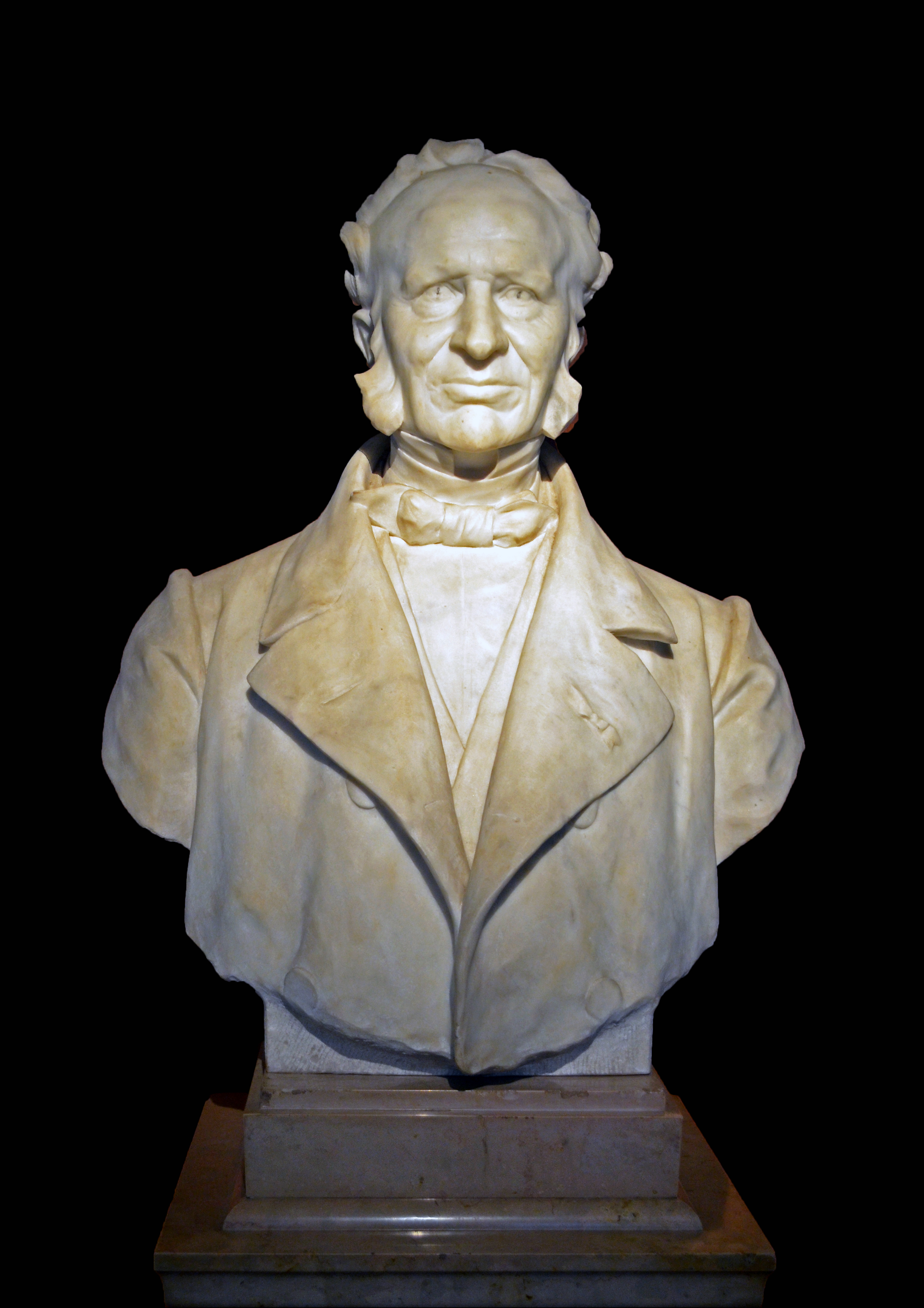
Frédéric Cailliaud

Frédéric Cailliaud (9 tháng 6 năm 1787 – 1 tháng 5 năm 1869) là một nhà tự nhiên học, khoáng vật học và nghiên cứu động vật thân mềm người Pháp. Ông sinh ra và mất tại Nantes.
Ông đã từng thực hiện các chuyến đi tới Ai Cập, Nubia, và Ethiopia, để thu thập và quan sát các mẫu khoáng vật. Ông đã từng tham gia đoàn quân viễn chinh theo người bảo trợ của ông là Phó Vương Muhammad Ali nhằm chinh phục Vương quốc Sennar, nhưng đoàn quân không dừng ở đó mà còn tiến xa hơn về Fazogli nơi Caillaud đang tìm kiếm nguồn vàng trong khi chỉ huy là Ismail, con trai của Muhammad Ali, bắt tất cả người dân địa phương làm nô lệ và tàn sát tất cả những ai chống đối ông. Mặc dù Cailliaud thất bại trong việc tìm kiếm bất kỳ trữ lượng vàng to lớn nào trong khi vực đồi núi dọc theo biên giới Sudan-Ethiopia hiện này, ông cũng đã ghi chép lại tỉ mỉ các chi tiết của cuộc khảo sát khu vực và sau đó xuất bản sách khi trở về Pháp vào năm 1827.
Ông là người quản lý bảo tàng tại Nantes từ năm 1836 đến năm 1869.

## Công trình
- Voyage à Meroë: au fleuve Blanc, au-delà de Fazoql dans le midi du royaume de Snnâr à Syouah tc.. 4 tập Paris (1823-27), bao gồm một tập atlas
- Recherches sur les arts et métiers, les usages de la vie civile et domestique des anciens peuples de l'Égypte, de la Nubie et de l'Èthiopie. 2 tập Paris (1822 ff.)
- Voyage à l'Oasis de Thèbes etc. 2 tập Paris (1823)